# Ornithomya fur
Ornithomya fur är en tvåvingeart som beskrevs av Ignaz Rudolph Schiner 1868. Ornithomya fur ingår i släktet Ornithomya och familjen lusflugor. Inga underarter finns listade i Catalogue of Life.